# Witpuntbladsnijdermot
De witpuntbladsnijdermot (Alloclemensia mesospilella) is een nachtvlinder uit de familie witvlekmotten (Incurvariidae).
De spanwijdte van de vlinder bedraagt tussen de 12 tot 15 millimeter.
De soort komt voor in Europa. In Nederland is de soort zeer zeldzaam. De soort is niet bekend uit België.

## Waardplanten
De witpuntbladsnijdermot gebruikt Ribes en rondbladige steenbreek als waardplant.